# Íon ênio
Íons denominados ênio são aqueles que contêm um átomo com seis elétrons em sua camada de valência, são carregados positivamente e são importantes intermediários reativos.
Os mais conhecidos são: carbênio (usualmente chamado de carbocátion), nitrênio e oxênio.

## Nitrênio

Rearranjo de Beckman

Os íons nitrênio contêm uma carga positiva e seis elétrons em sua camada de valência, podendo, devido sua configuração, existir na configuração singlete e triplete. Essas configurações é que irão determinar como esses íons irão reagir. No estado singlete o íon nitrênio assemelha-se a um íon carbênio e deve ter uma química similar a este, favorecendo os rearranjos intramoleculares. O estado triplete assemelha-se mais a um cátion radical do nitrogênio e é de se esperar que reações radicalares, como a abstração de hidrogênio, devam prevalecer. Cálculos teóricos indicam que no NH2+, o estado fundamental, mais baixo em energia, é o triplete.
- Ficheiro:Reação---------------1.png

- Histórico

Os primeiros estudos relatando o envolvimento de espécies catiônicas deficientes em elétrons do nitrogênio datam do início do século XX, quando Stieglitz publicou uma série de trabalhos sobre o rearranjo de N-cloro aminas. De início, concluiu que a reação passava-se através de um intermediário nitrênio, onde o nitrogênio apresenta sexteto eletrônico, mas é monovalente não apresentando carga elétrica. Posteriormente, Newman, baseado na amplitude migratória de fenilas substituídas, concluiu que a reação deveria ter um estado de transição com nitrogênio elétron deficiente e parcialmente positivo.
Os primeiros estudos mais sistemáticos na busca de sistemas potencialmente precursores de íons nitrênio foram realizados na segunda metade da década de 60 sobre a solvólise de N-cloro aminas em solução metanólica de nitrato de prata. Gassmann observou o rearranjo da estrutura da N-cloro-isoquinuclidina e Edwards observou a inserção de grupo NR2 em ligações C-H em N-cloro-cicloaminas. Contudo, em dois trabalhos anteriores a estes, já havia evidências para a formação de íons nitrênio. Lansbury, em 1962 e Adam, em 1964 relataram a inserção de grupos NR2 em ligações C-H. Eles, entretanto, não postularam o envolvimento de íons nitrênio nestas reações, preferindo explicar os resultados através de reações via radicais livres.
- Isolamento

Os íons nitrênio podem ser formados eletroquimicamente a partir de derivados da anilina, sendo possível em alguns casos, isolar-se um sal cristalino de íon nitrênio ou obter um espectro de ressonância magnética nuclear. Em ambos os casos os derivados do íon fenil-nitrênio formado apresentaram uma significativa deslocalização da carga no anel aromático, em concordância com a maior eletronegatividade do nitrogênio em relação ao carbono. Métodos de geração fotoquímica de íons nitrênio foram desenvolvidos, permitindo a detecção de espécies transientes e a determinação de cinéticas de reação mais precisas. A geração fotoquímica permitiu, também, o isolamento dos únicos íons nitrênio estáveis isolados

Íons nitrênio isoladosÍons nitrênio isolados

- Utilização

Os compostos orgânicos nitrogenados são mais comumente utilizados em síntese orgânica como nucleófilos, aproveitando a capacidade do nitrogênio em utilizar o par de elétrons não compartilhado. Alguns exemplos de reações contendo nitrogênio deficiente em elétrons são os rearranjos de Hoffman, Curtius e Beckman. Nos dois primeiros acredita-se que haja envolvimento de um intermediário nitreno, ou, mais provavelmente, um estado de transição com a migração concertada do grupo alquila e com nitrogênio elétron-deficiente, porém sem uma carga elétrica formal. No rearranjo de Beckman, a migração do grupo alquila ou arila, parece ocorrer, também, concertadamente à eliminação de água, sem que se passe por um intermediário íon nitrênio. O rearranjo de Hoffman e Beckman são muito utilizados para a obtenção de aminas primárias a partir de amidas e azidas de ácido, sendo assim uma rota sintética para, a partir de ácidos carboxílicos, obter aminas primárias com menos um átomo de carbono que o esqueleto original do ácido. Já o rearranjo de Beckman pode ser visualizado como um método sintético para preparação de amidas a partir de aldeídos e cetonas.

Rearranjo de HoffmanRearranjo de Hoffman

- Rearranjo de BeckmanRearranjo de Beckman

Rearranjo de CurtisRearranjo de Curtis

Devido à maior eletronegatividade do átomo de nitrogênio é de se esperar que os íons nitrênio sejam mais reativos que os íons carbênio análogos, e que migrações internas de grupos alquila e hidreto, possam ocorrer com facilidade, interconvertendo íons nitrênio em íons carbênio. Desta forma, o melhor aproveitamento dos íons nitrênio em síntese orgânica seriam nas adições intramoleculares a sistemas π.
Em todos os casos supracitados o íon nitrênio encontra-se na configuração singlete, em sua configuração triplete ele pode realizar a abstração de um elétron formando dois radicais ou pode se dimerizar, o caso mais comum é a de formação de azobenzenos a partir de arilnitrênios.

Abstração

- AbstraçãoAbstração

- DimerizaçãoDimerização

Dimerização

Os íons nitrênio foram bem estabelecidos como intermediários reacionais nas décadas de 60 e 70 nos extensivos trabalhos de Gassman sobre a solvólise de N-cloro-aminas e sistemas similares. Reações oriundas de íons nitrênio singlete, como o rearranjo estrutural e inserção em ligações π e oriundas de íons nitrênio triplete, como a abstração de hidrogênio, serviram para suportar a existência destes íons como intermediários reacionais e sua provável participação em processos in vivo na formação de tumores cancerígenos. Apesar disto, muito pouco ainda se conhece acerca da química dos íon nitrênio e sua potencial aplicação em síntese orgânica. Com o recente desenvolvimento de métodos fotoquímicos de geração de íons nitrênio, espera-se que um novo ciclo de estudos se inicie e que novas descobertas e aplicações da química dos íons nitrênio possam surgir.

## Oxênios
São intermediários reativos de fórmula R-O+, são isoeletrônicos do nitrênio e assim como estes os oxênios assumem duas configurações possíveis: o singlete e o triplete. De maior relevância sintética os oxênios tem sido propostos como intermediários em reações extremamente úteis como: reação de Hosomi−Sakurai, transposição de Wagner−Meerwin, oxidações eletroquímicas de fenóis e fenolatos, dentre outras.  

Reação de Hosomi−SakuraiReação de Hosomi−Sakurai

Apesar de sua grande importância química estudos mecanisticos envolvendo íons oxênios ainda são limitados, uma melhor compreensão da estas espécies podem conduzir a reações novas e melhoradas. Estudos teóricos são largamente utilizados.

## Oxocarbênio
São intermediários reacionais comuns para a hidrólise das ligações glicosídica, foram propostos como intermediários de uma vasta gama de transformações químicas, e têm sido utilizados na síntese total de vários produtos naturais, aparecendo também nos mecanismos de biossíntese.
Sua estrutura contém uma ligação dupla carbono-oxigênio e um grupo ligado a este oxigênio que possui carga fomal positiva que é estabilizada por ressonânciaSuas principais utilizações são em reações aldólicas e aplicações na biologia.

São utilizados como importantes eletrófilos em sínteses totais como é o caso da síntese do Neopeltolide um importante antiproliferativo.
- Ficheiro:Reação---------------9.png

Na biologia os oxocarbênios estão presentes principalmente na química dos carboidratos, síntese de nucleotídeos e no mecanismos das glicosidades.
- Ficheiro:Reação---------------10.png

```
Referências 
```

Silver-Catalyzed Asymmetric Sakurai-Hosomi Allylation of Ketones
M. Wadamoto, H. Yamamoto, J. Am. Chem. Soc., 2005, 127, 14556-14557.
Ghosh, AK; Shurrush, KA;  Dawson, ZL Enantioselective total synthesis of macrolide (+)-neopeltolide. Org. Biomol. Chem., 2013, 7768-7777
Carey, F et al. Advanced Organic Chemistry. part A e Part B. 5 ed. Spring Verlag, 2007
March J. Advanced organic chemistry: reactions, mechanisms and structure. 4th ed. John Wiley & Sons, Inc, 1992.
Kurti, L.; Czako, B. Strategic applications of name reactions in organic synthesis. Elsevier Academic Press, Boston, 2005
Hanway, PJ "Theoretical and Experimental Studies of Oxenium Ions" (2012). Graduate Theses and Dissertations. Paper 12612.
Li, M et al Direct Spectroscopic Detection and EPR Investigation of a Ground
State Triplet Phenyl Oxenium Ion J. Am. Chem. Soc. 2015, 137, 10391−10398
Mota, CJA  Íons nitrênio. Química nova, 21(4) (1998)